# مارشال روزين
مارشال روزين (17 سبتمبر 1948 - ) (بالإنجليزية: Marshall Rosen)‏ هو لاعب كريكت أسترالي.

## وصلات خارجية
- مارشال روزين على موقع إي آس بي آن كريك إنفو (الإنجليزية)